# Elron
Elron ist der Markenname, unter dem die staatliche estnische Eisenbahn-Gesellschaft AS Eesti Liinirongid operiert.

## Geschichte

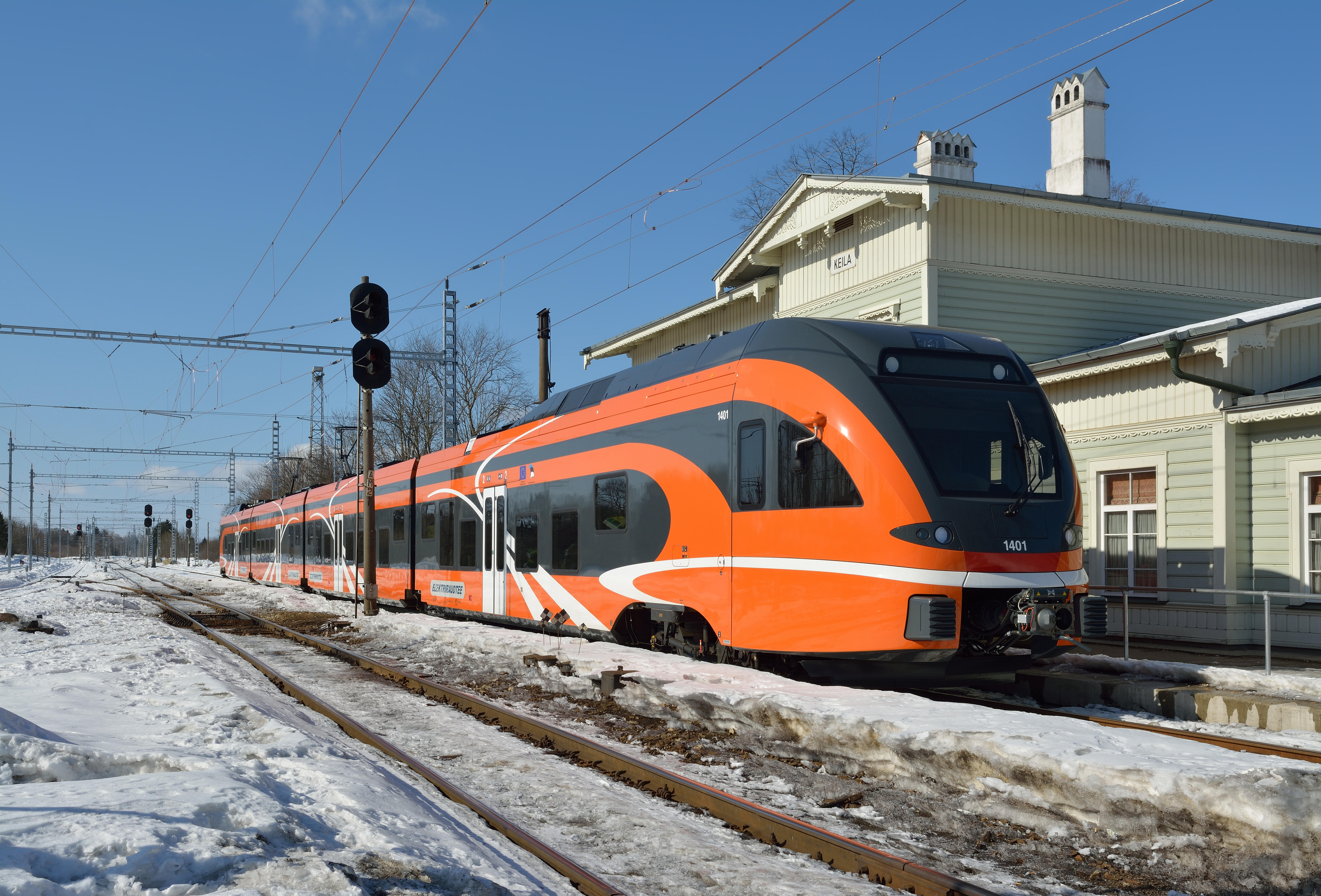
Stadler Flirt in Keila

Gegründet wurde das Unternehmen 1998 als Elektriraudtee (estnisch für Elektrische Eisenbahn), die den Bahnverkehr in Tallinn und dessen Umgebung betrieb. Es gehörte anteilig der Eesti Raudtee, bis die Aktien des Unternehmens im November 2000 komplett vom estnischen Staat übernommen wurden.
Im Jahr 2012 wurde begonnen, den gesamten Wagenpark auszuwechseln. Die nicht mehr zeitgemäßen lettischen Elektrotriebzüge wurden durch neue Einheiten vom Typ Stadler Flirt ersetzt. Zudem wurden, als Ersatz für die Dieseltriebzüge der Edelaraudtee (bis dahin zuständig für den innerestnischen Personenverkehr außerhalb des Großraumes Tallinn), gleichartige Triebzüge mit Dieselaggregaten in Dienst gestellt. Beide Versionen des Stadler Flirt trugen zunächst die Aufschrift Elektriraudtee. Seit Oktober 2013 firmiert das Unternehmen als AS Eesti Liinirongid mit dem Markennamen Elron und hat bis 2023 die Exklusivrechte für den gesamten nationalen Personenverkehr in Estland.

## Liniennetz
Das Netz der Elektriraudtee bestand zunächst aus einer Linie mit zwei Ästen, das 132 km lang war. Dabei führt die elektrifizierte Hauptlinie von Aegviidu nach Keila über den Baltischen Bahnhof von Tallinn (Balti jaam), der in der Mitte der Strecke liegt. In Keila teilt sich die Hauptlinie in eine Linie nach Paldiski via Klooga und eine nach Riisipere (2019 verlängert bis Turba). In Klooga zweigt eine kurze Strecke zum Strand (Klooga-Rand) ab.
Seit 2014 wird der gesamte estnische Personeneisenbahnverkehr, also auch der mit Dieselzügen, von Elron betrieben. Ebenso betreibt Elron den internationalen Verkehr in die beiden anderen baltischen Staaten: Seit dem 6. Januar 2025 besteht eine durchgehende Verbindung zwischen Tallin und Vilnius mit einem täglich verkehrenden Zugpaar. Zunächst musste in Riga und Valga jeweils umgestiegen werden. Seit dem 10. Februar 2025 wird zwischen Vilnius und Valga durchgehend gefahren. Die Fahrzeit über die Gesamtstrecke beträgt etwa 10 Stunden. Bis 1998 verkehrte in dieser Verbindung der „Baltic Express“. Mit Fertigstellung von Rail Baltica soll dieser Verkehr dann auf diese Infrastruktur verlegt werden.

## Fahrzeuge

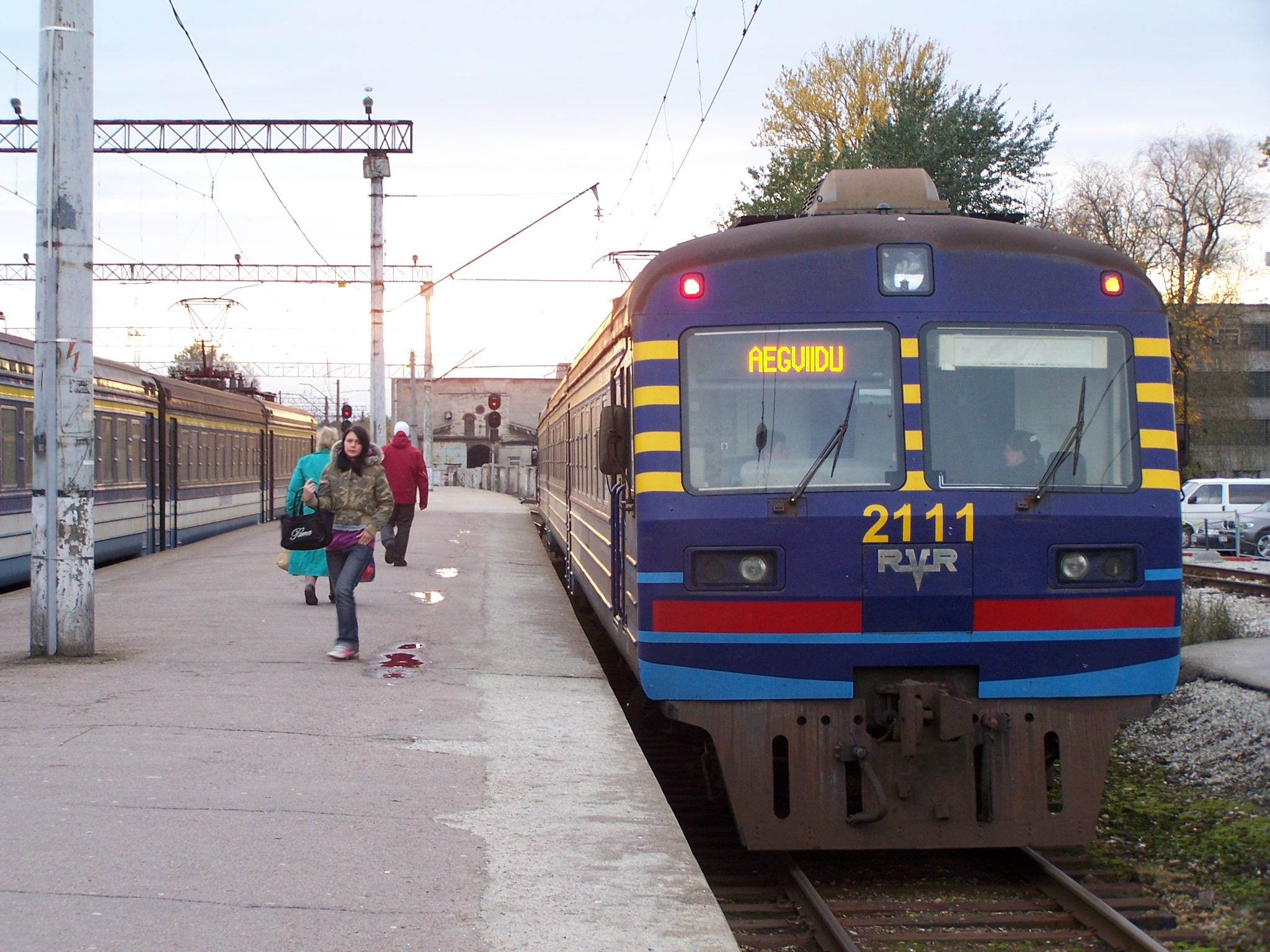
Modernisierter Zug aus Produktion der RVR (2008)

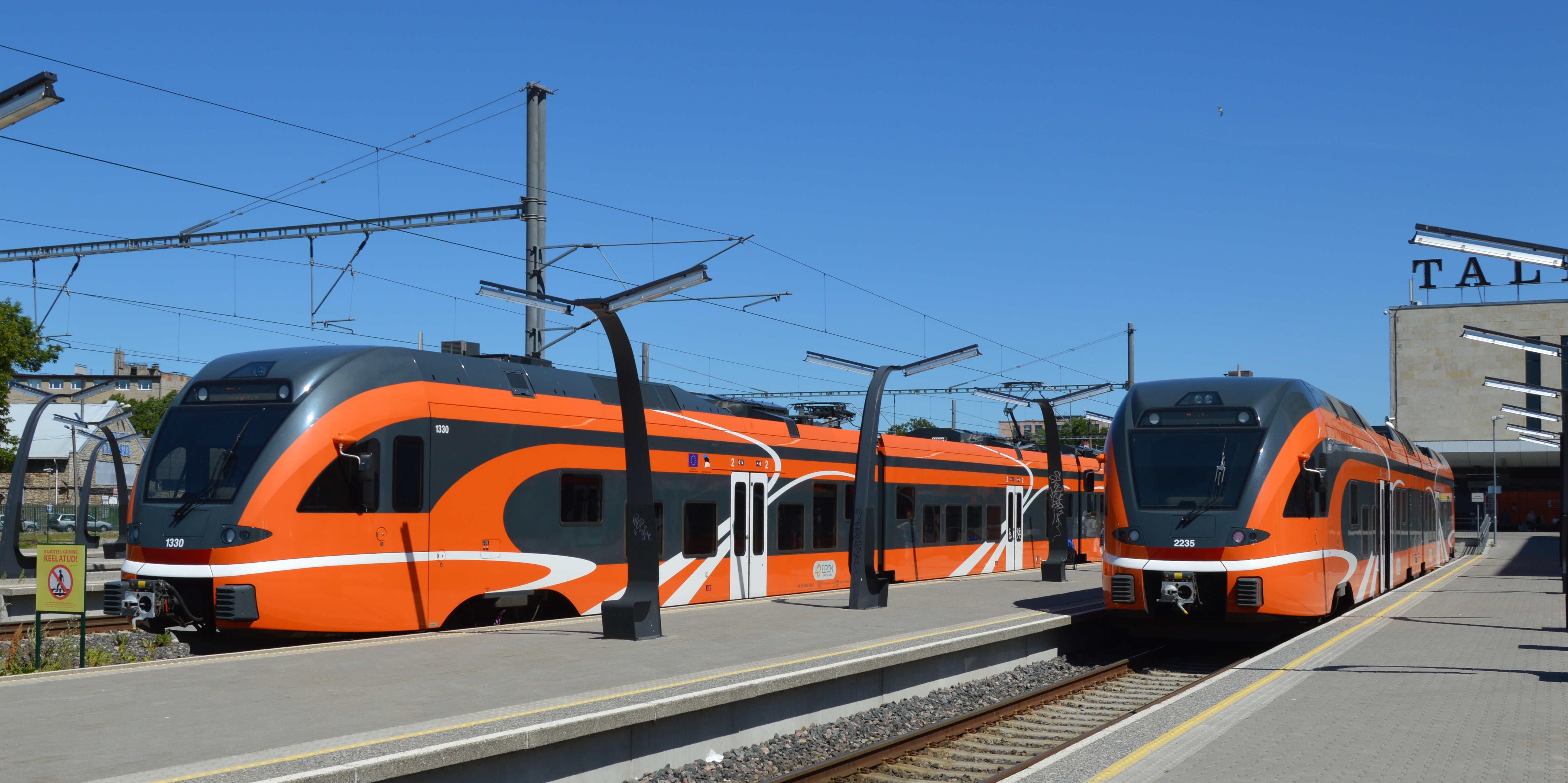
Elektrischer und dieselelektrischer Stadler Flirt im Baltischen Bahnhof

In der Anfangszeit des Unternehmens wurden zunächst elektrische Triebwagen der Baureihe ER2 des lettischen Herstellers Rīgas Vagonbūves Rūpnīca (RVR) eingesetzt, die aus Sowjetzeiten übernommen und teilweise modernisiert worden waren. Diese Elektrotriebzüge wurden ab 2012 durch neue Einheiten des Typs Stadler Flirt ersetzt. Außerdem wurden für die nicht elektrifizierten Strecken typgleiche dieselelektrische Triebzüge, als Ersatz für die DR1-Dieseltriebzüge, in Dienst gestellt.
Aktuell werden ausschließlich diese elektrischen und dieselelektrischen Niederflur-Triebzüge eingesetzt. Im Einzelnen sind dies:
| Baureihe          | Anzahl                                              | Verwendung                  | Hersteller           | Auslieferung |
| ----------------- | --------------------------------------------------- | --------------------------- | -------------------- | ------------ |
| 13XX & 14XX       | 18 (12 dreiteilige und 6 vierteilige)               | elektrischer Triebzug       | Stadler Rail         | 2013–2014    |
| 22XX, 23XX & 24XX | 20 (6 zweiteilige, 8 dreiteilige und 6 vierteilige) | dieselelektrischer Triebzug | Stadler Rail         | 2014         |
| 33XX              | 16 Dreiwagenzüge                                    | elektrischer Triebzug       | Škoda Transportation | 2024–        |